# Anna Barbara Bansi
Anna Barbara Bansi, née le 26 février 1777 à Fläsch et morte le 27 mai 1863 à Paris, est une artiste peintre française d'origine suisse. Elle est généralement appelée « Barbara » ou « Babette ».

## Biographie
Anna Barbara Bansi  est née à Fläsch le 26 février 1777. Son père Heinrich Bansi, est un pasteur évangélique. Comme il est pauvre, elle devient, à l'âge de six ans, la pupille du philanthrope et marchand de textiles zurichois Johann Caspar Schweizer qui l'emmène à  Paris en 1786. Alors que celui-ci part pour les États-Unis en 1794, Anna Barbara Bansi reste en France et suit des cours de peinture. Élève des peintres François Gérard et Joseph-Benoît Suvée, on prétend qu'elle aurait eu une liaison avec ce dernier. Elle expose pour la première fois en 1798 au Salon de peinture et de sculpture. Elle déménage en Italie en 1802 pour terminer ses études. Elle est, pendant quelque temps, la dame de compagnie de la mère de Napoléon, Letizia Ramolino. Durant son séjour italien, elle se convertit au catholicisme romain. A cette époque, Anna Barbara Bansi fait l'objet d'un dessin de Jean-Auguste-Dominique Ingres aujourd'hui conservé au musée du Louvre. Les deux artistes se sont rencontrés deux fois, d'abord dans l'atelier du peintre Jacques-Louis David et, quelques années plus tard, à Rome. Le seul pastel connu de Bansi, qui ressemble davantage à un dessin à la pierre noire, est celui du violoniste Pierre Baillot, également dessiné par Ingres. Dès 1815, elle travaille comme éducatrice à l'internat royal pour jeunes filles de Saint-Denis. Caricaturiste et portraitiste, elle enseigne la peinture à l'école du couvent de Sainte-Clotilde dès 1823.

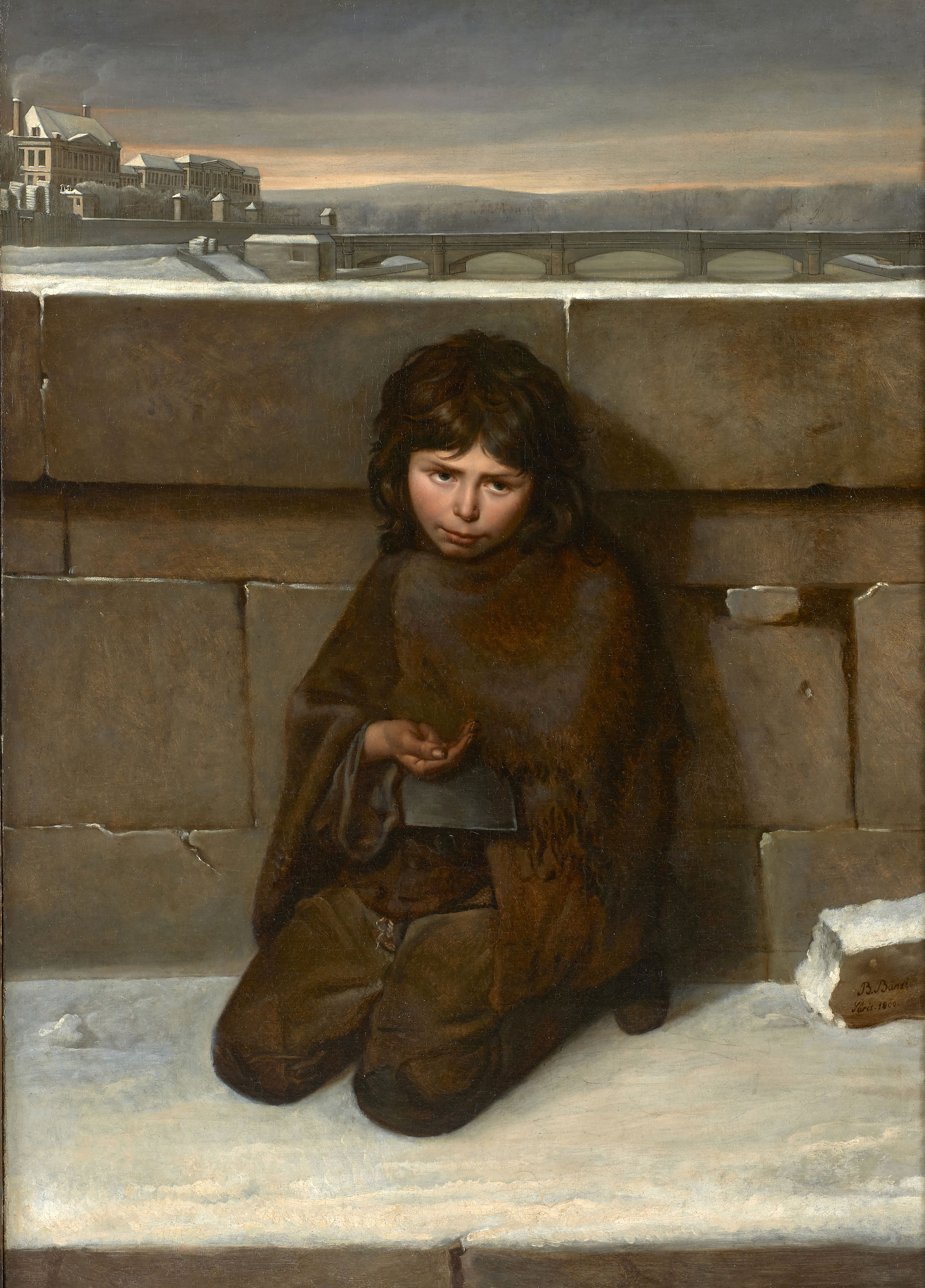
Barbara Bansi, Jeune mendiante près de la Seine, 1800

En 1808, elle épouse le chirurgien italien Lorenzo Nannoni (it). Celui-ci meurt en 1812 et, deux ans plus tard, elle retourne à Paris où elle expose une peinture à l'huile de la Vierge au Salon. Dans l'entrée du catalogue, elle est présentée sous le nom de madame Nannoni, née Bansi, avec une adresse à la rue du Doyenné n° 3. Plus tard dans sa carrière, Bansi est promue professeure de dessin aux écoles de Saint-Denis et de Sainte-Clotilde. En 1832, elle fait don au Louvre de deux pastels d'Adélaïde Labille-Guiard qui sont des portraits de Jean-Jacques Bachelier et du peintre Vincent. Plusieurs œuvres de Bansi sont connues, parmi lesquelles un autoportrait de 1793 ainsi qu'un journal fragmentaire datant de la même année.